# Olivier Jaquet
Olivier Jaquet (27 giugno 1969) è uno schermidore svizzero, vincitore di una medaglia d'argento ai campionati mondiali di scherma.